# Урлаци
Урлаци (рум. Urlați) — город в Румынии в составе жудеца Прахова.

## История
Впервые упоминается в документе 1515 года.
Долгое время это была обычная сельская местность. Статус города коммуна Урлаци получила в 1968 году.